# Eccellenza Lazio 2022-2023
Il campionato italiano di calcio di Eccellenza regionale 2022-2023 è stato il 32º organizzato in Italia. Rappresenta il quinto livello del calcio italiano. La stagione regolare è iniziata il 4 settembre 2022 ed è terminata il 7 maggio 2023. I play-out si sono tenuti il 14 maggio 2023.
Il girone A è stato vinto dall'Anzio, al suo secondo titolo. Ad aggiudicarsi il girone B è il Sora, anch'esso al suo secondo titolo. La squadra del basso Lazio stacca il pass per la Serie D con ben nove giornate di anticipo ed eguaglia dapprima il record di 24 vittorie consecutive in Eccellenza stabilito dalla Villese, per poi superarlo nelle giornate successive, vincendo la gara casalinga con il P.C. Tor Sapienza e la trasferta con il Monte San Biagio, portando la striscia a 26 vittorie consecutive.

## Stagione

### Aggiornamenti
Dopo due anni di transizione, dovuti alla pandemia di COVID-19, il campionato riprende la sua forma originale, ovvero due gironi da 18 squadre ognuna.
Ad inizio stagione il Comitato Regionale ha diramato il comunicato con il quale annuncia gli organici della stagione in corso.
A completamento di organico vengono ripescate dalla Promozione laziale due squadre, individuate tramite apposita graduatoria: Fonte Meravigliosa e Vicovaro.
A inizio stagione avvengono le seguenti fusioni e cambio di denominazioni sociali:
- Il Real RoccaDiPapa La Rustica cambia denominazione in Quarto Municipio[9].

### Formula
Il formato, dopo due anni di transizione, viene riportato alla forma originaria: due gironi da 18 squadre ognuno. In materia di promozioni e retrocessioni fa fede il Comunicato Ufficiale del Comitato Regionale Lazio.

#### Promozioni
Come da comunicato ufficiale, le società classificatesi al 1º posto di ciascun girone verranno ammesse alla stagione successiva di Serie D, mentre le squadre classificatesi al 2º posto verranno ammesse alla disputa dei play-off nazionali.

#### Retrocessioni
Come da comunicato ufficiale al termine della stagione retrocederanno al Campionato di Promozione quattro squadre per ciascun girone, così distinte:
- Società classificate al 17º e 18º posto;
- Le ulteriori due squadre verranno individuate mediante la disputa di gare di play-out: le squadre classificate al 13º, 14º, 15º e 16º posto verranno abbinate tra loro (13ª classificata/16ª classificata; 14ª classificata/15ª classificata) e con gara unica ad eliminazione diretta, da disputarsi in casa della squadra con la migliore classifica. Non verrà disputata la gara di play-out se tra due società ci sarà un divario superiore a 8 punti in classifica.

Questi i gironi organizzati dal comitato regionale della regione Lazio.

## Girone A

### Squadre partecipanti
| Club                             | Città (provincia)  | Stadio                                                   | Stagione precedente                       |
| -------------------------------- | ------------------ | -------------------------------------------------------- | ----------------------------------------- |
| U.S.D. Academy Ladispoli         | Ladispoli (RM)     | Angelo Sale, Ladispoli                                   | 5º posto in Eccellenza girone A           |
| A.S.D. Anzio Calcio 1924         | Anzio (RM)         | Massimo Bruschini, Anzio                                 | 2º posto in Eccellenza girone B           |
| A.S.D. Astrea                    | Roma               | Ostiense "A", quartiere Ostiense, Municipio Roma VIII    | 7º posto in Eccellenza girone A           |
| A.S.D. Aurelia Antico Aurelio    | Roma               | Montespaccato, Montespaccato, Municipio Roma XIII        | 1º posto in Promozione girone A, promosso |
| Boreale DonOrione A.S.D.         | Roma               | Don Orione "A", quartiere Camilluccia, Municipio Roma XV | 8º posto in Eccellenza girone A           |
| A.S.D. Campus Eur 1960           | Roma               | Mario Tobia, quartiere Ostiense, Municipio Roma VIII     | 10º posto in Eccellenza girone A          |
| A.S.D. Centro Sportivo Primavera | Aprilia (LT)       | Ci.Ma. Nuovo Primavera, Aprilia                          | 6º posto in Eccellenza girone B           |
| A.S.D. Città di Cerveteri        | Cerveteri (RM)     | Enrico Galli, Cerveteri                                  | 12º posto in Eccellenza girone A          |
| A.S.D. Civitavecchia Calcio 1920 | Civitavecchia (RM) | Vittorio Tamagnini, Civitavecchia                        | 4º posto in Eccellenza girone A           |
| A.S.D. Falaschelavinio           | Anzio (RM)         | Villa Claudia, Anzio                                     | 7º posto in Eccellenza girone B           |
| ASD.GS Fiano Romano              | Fiano Romano (RM)  | Sando Pertini, Fiano Romano                              | 1º posto in Promozione girone B, promosso |
| Indomita Pomezia A.S.D.          | Pomezia (RM)       | Sport's Campus, Pomezia                                  | 4º posto in Eccellenza girone B           |
| A.S.D. Nettuno                   | Nettuno (RM)       | Filiberto De Franceschi, Nettuno                         | 1º posto in Promozione girone C, promosso |
| A.S.D. Polisportiva Faul Cimini  | Vignanello (VT)    | Comunale, Vignanello                                     | 3º posto in Eccellenza girone A           |
| A.S.D. Quarto Municipio          | Roma               | Elis, quartiere Casal Bruciato, Municipio Roma IV        | 11º posto in Eccellenza girone B          |
| A.S.D. UniPomezia 1938           | Pomezia (RM)       | Comunale, Pomezia                                        | 16º posto in Serie D girone E, retrocesso |
| A.S.D. Vis Sezze                 | Sezze (LT)         | Augusto Tasciotti, Sezze                                 | 7º posto in Eccellenza girone C           |
| A.S.D W3 Maccarese               | Maccarese (RM)     | Emilio Darra, Fiumicino                                  | 2º posto in Eccellenza girone A           |

### Classifica finale
Fonte:
|  | Pos. | Squadra                | Pt | G  | V  | N  | P  | GF | GS | DR  |
|  | ---- | ---------------------- | -- | -- | -- | -- | -- | -- | -- | --- |
|  | 1.   | Anzio                  | 69 | 34 | 21 | 6  | 7  | 72 | 41 | +31 |
|  | 2.   | Boreale DonOrione      | 64 | 34 | 17 | 13 | 4  | 43 | 27 | +16 |
|  | 3.   | Civitavecchia          | 63 | 34 | 18 | 9  | 7  | 64 | 41 | +23 |
|  | 4.   | Aurelia Antico Aurelio | 59 | 34 | 16 | 11 | 7  | 65 | 43 | +22 |
|  | 5.   | W3 Maccarese           | 58 | 34 | 16 | 10 | 8  | 65 | 44 | +21 |
|  | 6.   | C.S. Primavera         | 56 | 34 | 15 | 11 | 8  | 48 | 33 | +15 |
|  | 7.   | UniPomezia             | 54 | 34 | 14 | 12 | 8  | 68 | 41 | +27 |
|  | 8.   | Vis Sezze              | 50 | 34 | 14 | 8  | 12 | 48 | 39 | +9  |
|  | 9.   | Faul Cimini            | 44 | 34 | 11 | 11 | 12 | 45 | 39 | +6  |
|  | 10.  | Campus Eur             | 43 | 34 | 12 | 7  | 15 | 43 | 51 | -8  |
|  | 11.  | Astrea                 | 43 | 34 | 12 | 7  | 15 | 46 | 55 | -9  |
|  | 12.  | Quarto Municipio       | 42 | 34 | 10 | 12 | 12 | 53 | 62 | -9  |
|  | 13.  | Nettuno                | 41 | 34 | 10 | 11 | 13 | 48 | 54 | -6  |
|  | 14.  | Ladispoli              | 41 | 34 | 9  | 14 | 11 | 40 | 42 | -2  |
|  | 15.  | Cerveteri              | 34 | 34 | 8  | 10 | 16 | 35 | 63 | -28 |
|  | 16.  | Falaschelavinio        | 26 | 34 | 7  | 5  | 22 | 30 | 71 | -41 |
|  | 17.  | Fiano Romano           | 24 | 34 | 5  | 9  | 20 | 29 | 59 | -30 |
|  | 18.  | Indomita Pomezia       | 20 | 34 | 4  | 8  | 22 | 32 | 69 | -37 |

Legenda:
      Promossa in Serie D 2023-2024.
      Ammessa ai play-off nazionali.
 Ai play-out.
      Retrocesse in Promozione Lazio.
Regolamento:
Tre punti a vittoria, uno a pareggio, zero a sconfitta.
In caso di arrivo a pari punti vale la classifica avulsa.
I play-out non verranno disputati se tra le squadre designate ci sarà un divario superiore agli 8 punti.
Note:
La Boreale DonOrione è stata poi ripescata in Serie D.

### Risultati

#### Tabellone
|                        | Anz  | Ast  | Aur  | Bor  | CEu  | CSP  | Cer  | Civ  | Fal  | FCi  | Fia  | Ind  | Lad  | Net  | Qua  | UPo  | Vis  | W3M  |
| ---------------------- | ---- | ---- | ---- | ---- | ---- | ---- | ---- | ---- | ---- | ---- | ---- | ---- | ---- | ---- | ---- | ---- | ---- | ---- |
| Anzio                  | –––– | 0-1  | 1-0  | 1-2  | 1-0  | 0-1  | 1-0  | 2-1  | 5-2  | 3-2  | 3-1  | 4-1  | 4-1  | 1-0  | 6-0  | 1-0  | 1-3  | 3-1  |
| Astrea                 | 2-2  | –––– | 2-2  | 1-0  | 2-3  | 2-3  | 3-3  | 1-2  | 3-1  | 0-2  | 2-2  | 2-1  | 1-3  | 0-4  | 2-0  | 2-0  | 1-2  | 1-2  |
| Aurelia Antico Aurelio | 1-1  | 2-0  | –––– | 2-2  | 3-2  | 4-2  | 3-1  | 1-1  | 3-1  | 2-1  | 3-1  | 0-0  | 4-1  | 4-2  | 4-1  | 0-0  | 2-0  | 1-1  |
| Boreale Donorione      | 2-2  | 1-2  | 1-1  | –––– | 1-0  | 0-0  | 1-1  | 1-1  | 2-0  | 1-1  | 1-0  | 1-0  | 1-0  | 1-1  | 1-1  | 1-0  | 1-0  | 3-2  |
| Campus Eur             | 1-3  | 1-0  | 2-2  | 0-1  | –––– | 0-2  | 4-0  | 2-4  | 2-0  | 2-1  | 1-1  | 2-1  | 2-1  | 0-1  | 0-0  | 1-1  | 2-0  | 0-0  |
| C.S. Primavera         | 3-0  | 3-0  | 2-1  | 1-2  | 2-1  | –––– | 3-0  | 1-1  | 1-0  | 1-1  | 0-1  | 3-0  | 0-1  | 1-1  | 0-0  | 2-2  | 0-0  | 2-0  |
| Cerveteri              | 0-3  | 0-1  | 1-0  | 1-3  | 0-2  | 1-1  | –––– | 3-1  | 1-0  | 0-0  | 4-0  | 2-1  | 1-1  | 1-1  | 1-1  | 2-2  | 0-2  | 1-1  |
| Civitavecchia          | 1-1  | 1-0  | 3-1  | 1-3  | 4-1  | 4-2  | 1-3  | –––– | 2-1  | 1-0  | 1-0  | 5-1  | 2-2  | 1-2  | 4-2  | 3-2  | 2-0  | 0-1  |
| Falaschelavinio        | 3-3  | 0-3  | 1-3  | 0-0  | 1-2  | 0-3  | 6-1  | 0-1  | –––– | 0-5  | 2-1  | 1-0  | 0-3  | 2-3  | 1-4  | 2-7  | 1-1  | 0-5  |
| Faul Cimini            | 1-0  | 2-2  | 1-1  | 3-0  | 1-1  | 2-1  | 0-1  | 2-1  | 0-1  | –––– | 4-1  | 2-0  | 1-0  | 1-2  | 1-1  | 0-0  | 0-1  | 1-1  |
| Fiano Romano           | 2-3  | 0-3  | 1-1  | 0-1  | 0-3  | 0-1  | 2-0  | 0-2  | 0-1  | 1-2  | –––– | 0-2  | 1-0  | 1-1  | 1-1  | 1-1  | 1-1  | 1-3  |
| Indomita Pomezia       | 1-5  | 1-2  | 0-3  | 1-1  | 1-1  | 0-0  | 2-1  | 1-1  | 0-1  | 1-2  | 1-3  | –––– | 0-0  | 3-0  | 1-3  | 3-1  | 0-3  | 3-3  |
| Ladispoli              | 0-1  | 1-1  | 2-1  | 1-1  | 5-0  | 0-2  | 1-1  | 1-1  | 2-0  | 1-1  | 1-1  | 3-1  | –––– | 1-1  | 0-0  | 1-1  | 1-4  | 2-2  |
| Nettuno                | 2-3  | 1-1  | 1-3  | 1-3  | 0-2  | 1-1  | 2-0  | 0-3  | 0-1  | 2-2  | 0-1  | 1-1  | 1-0  | –––– | 2-2  | 2-1  | 2-1  | 1-1  |
| Quarto Municipio       | 3-4  | 0-2  | 2-1  | 0-2  | 4-1  | 0-3  | 6-1  | 2-2  | 1-1  | 1-0  | 3-2  | 3-2  | 2-3  | 4-3  | –––– | 1-1  | 1-1  | 0-3  |
| UniPomezia             | 3-2  | 4-0  | 3-4  | 2-1  | 3-1  | 5-1  | 3-0  | 1-1  | 0-0  | 2-1  | 5-1  | 5-1  | 0-0  | 3-2  | 2-0  | –––– | 3-0  | 2-0  |
| Vis Sezze              | 0-0  | 2-0  | 1-2  | 0-1  | 2-0  | 0-0  | 4-1  | 1-3  | 3-0  | 2-1  | 1-0  | 3-1  | 0-1  | 2-0  | 1-2  | 2-2  | –––– | 2-4  |
| W3 Maccarese           | 0-2  | 4-1  | 2-0  | 0-0  | 3-1  | 3-0  | 1-2  | 0-2  | 1-0  | 5-1  | 1-1  | 2-0  | 3-0  | 2-5  | 3-2  | 2-1  | 3-3  | –––– |

### Spareggi

#### Play-out
Il play-out tra la 13ª e la 16ª non si è disputato in quanto il divario tra le due squadre è superiore agli 8 punti.
|           | Risultati |           | Luogo e data              |
| --------- | --------- | --------- | ------------------------- |
| Ladispoli | 1-0 (dts) | Cerveteri | Ladispoli, 14 maggio 2023 |
|           |           |           |                           |

## Girone B

### Squadre partecipanti
| Club                            | Città (provincia)        | Stadio                                                                                         | Stagione precedente                                       |
| ------------------------------- | ------------------------ | ---------------------------------------------------------------------------------------------- | --------------------------------------------------------- |
| A.S.D. Atletico Torrenova 1986  | Roma                     | Tre Torri "B", quartiere Torrenova, Municipio Roma VII                                         | 1º posto in Promozione girone D, promosso                 |
| A.S.D. Audace 1919              | Genazzano (RM)           | Le Rose, Genazzano                                                                             | 9º posto in Eccellenza girone C                           |
| S.S.D. Certosa                  | Roma                     | Certosa, quartiere Centocelle, Municipio Roma V                                                | 6º posto in Eccellenza girone A                           |
| A.S.D. Città di Anagni Calcio   | Anagni (FR)              | Comunale "A", Ferentino                                                                        | 6º posto in Eccellenza girone C                           |
| S.S.D. Colleferro Calcio        | Colleferro (RM)          | Stadio Andrea Caslini, Colleferro                                                              | 11º posto in Eccellenza girone C                          |
| S.S.D. Ferentino Calcio         | Ferentino (FR)           | Comunale "A", Ferentino                                                                        | 3º posto in Eccellenza girone C                           |
| A.C. Fonte Meravigliosa         | Roma                     | Mario Tobia, quartiere Ostiense, Municipio Roma VIII                                           | 3º posto in Promozione girone C, ripescato                |
| A.S.D. Gaeta                    | Gaeta (LT)               | Antonio Riciniello, Gaeta                                                                      | 4º posto in Eccellenza girone C                           |
| Itri Calcio SSD                 | Itri (LT)                | Comunale, Itri                                                                                 | 8º posto in Eccellenza girone C                           |
| A.S. LUISS S.S.D.               | Roma                     | Don Orione "A", quartiere Camilluccia, Municipio Roma XVII                                     | 3º posto in Eccellenza girone B                           |
| F.C.D. Monte San Biagio         | Monte San Biagio (LT)    | Aldo Moro, Monte San Biagio                                                                    | 1º posto in Promozione girone E, promosso                 |
| S.S.D. Pol. Insieme Formia      | Formia (LT)              | Comunale, Formia (fino alla 6ª giornata) Stadio Washington Parisio, Formia (dalla 7ª giornata) | 15º posto in Serie D girone G, retrocesso dopo i play-out |
| A.S.D. Pro Calcio Tor Sapienza  | Roma                     | Giorgio Castelli, quartiere Tor Sapienza, Municipio Roma IV                                    | 12º posto in Eccellenza girone B                          |
| A.S.D. Sora Calcio 1907         | Sora (FR)                | Claudio Tomei, Sora                                                                            | 2º posto in Eccellenza girone C                           |
| A.S.D. P. Terracina Calcio      | Terracina (LT)           | Mario Colavolpe "A", Terracina                                                                 | 5º posto in Eccellenza girone C                           |
| A.S.D. Vicovaro                 | Vicovaro (RM)            | Tancredi Berenghi, Vicovaro                                                                    | 2º posto in Promozione girone D, ripescato                |
| A.S.D. P. Vigor Perconti        | Roma                     | Vigor C.S. "A", quartiere Colli Aniene, Municipio Roma IV                                      | 13º posto in Eccellenza girone B                          |
| A.S.D. Villalba Ocres Moca 1952 | Guidonia Montecelio (RM) | Centro Sportivo Ocres Moca, Villalba                                                           | 5º posto in Eccellenza girone B                           |

### Classifica finale
Fonte:
|  | Pos. | Squadra             | Pt | G  | V  | N  | P  | GF  | GS | DR  |
|  | ---- | ------------------- | -- | -- | -- | -- | -- | --- | -- | --- |
|  | 1.   | Sora                | 90 | 34 | 30 | 0  | 4  | 101 | 23 | +78 |
|  | 2.   | Certosa             | 66 | 34 | 20 | 6  | 8  | 52  | 35 | +17 |
|  | 3.   | Colleferro          | 61 | 34 | 18 | 7  | 9  | 67  | 47 | +20 |
|  | 4.   | Gaeta               | 56 | 34 | 16 | 8  | 10 | 51  | 37 | +14 |
|  | 5.   | Villalba Ocres Moca | 54 | 34 | 15 | 9  | 10 | 53  | 45 | +8  |
|  | 6.   | Ferentino           | 48 | 34 | 12 | 12 | 10 | 49  | 45 | +4  |
|  | 7.   | Anagni              | 47 | 34 | 12 | 11 | 11 | 45  | 40 | +5  |
|  | 8.   | LUISS               | 46 | 34 | 14 | 4  | 16 | 55  | 54 | +1  |
|  | 9.   | Terracina           | 46 | 34 | 12 | 10 | 12 | 42  | 46 | -4  |
|  | 10.  | P.C. Tor Sapienza   | 44 | 34 | 11 | 11 | 12 | 33  | 39 | -6  |
|  | 11.  | Monte San Biagio    | 43 | 34 | 11 | 10 | 13 | 45  | 51 | -6  |
|  | 12.  | Vicovaro            | 42 | 34 | 11 | 9  | 14 | 46  | 56 | -10 |
|  | 13.  | Insieme Formia      | 42 | 34 | 12 | 6  | 16 | 49  | 55 | -6  |
|  | 14.  | Audace              | 39 | 34 | 10 | 9  | 15 | 39  | 53 | -14 |
|  | 15.  | Itri                | 34 | 34 | 8  | 10 | 16 | 26  | 44 | -18 |
|  | 16.  | Atletico Torrenova  | 32 | 34 | 6  | 14 | 14 | 47  | 65 | -18 |
|  | 17.  | Vigor Perconti      | 31 | 34 | 7  | 10 | 17 | 42  | 58 | -16 |
|  | 18.  | Fonte Meravigliosa  | 21 | 34 | 5  | 6  | 23 | 42  | 91 | -49 |

Legenda:
      Promossa in Serie D 2023-2024.
      Ammessa ai play-off nazionali.
 Ai play-out.
      Retrocesse in Promozione Lazio.
Regolamento:
Tre punti a vittoria, uno a pareggio, zero a sconfitta.
In caso di arrivo a pari punti vale la classifica avulsa.
I play-out non verranno disputati se tra le squadre designate ci sarà un divario superiore agli 8 punti.

### Risultati

#### Tabellone
|                     | Ana  | ATo  | Aud  | Cer  | Col  | Fer  | Fon  | Gae  | IFo  | Itr  | LUI  | MSB  | PCTS | Sor  | Ter  | Vic  | VPe  | Vil  |
| ------------------- | ---- | ---- | ---- | ---- | ---- | ---- | ---- | ---- | ---- | ---- | ---- | ---- | ---- | ---- | ---- | ---- | ---- | ---- |
| Anagni              | –––– | 2-3  | 0-0  | 1-2  | 1-1  | 1-0  | 4-3  | 2-1  | 0-1  | 1-2  | 1-1  | 3-0  | 0-0  | 0-2  | 2-0  | 1-1  | 2-1  | 2-0  |
| Atletico Torrenova  | 1-1  | –––– | 0-1  | 1-2  | 2-1  | 2-2  | 5-2  | 0-0  | 1-2  | 2-1  | 1-1  | 0-3  | 1-2  | 1-5  | 3-3  | 1-1  | 3-1  | 1-2  |
| Audace              | 2-1  | 2-1  | –––– | 0-0  | 1-2  | 2-2  | 5-3  | 0-2  | 1-3  | 1-1  | 2-1  | 1-1  | 2-0  | 0-3  | 0-0  | 1-3  | 1-0  | 3-3  |
| Certosa             | 1-0  | 3-3  | 3-1  | –––– | 1-0  | 3-0  | 2-0  | 1-1  | 0-3  | 1-0  | 2-1  | 3-1  | 0-1  | 0-2  | 1-0  | 0-0  | 2-1  | 3-0  |
| Colleferro          | 2-1  | 4-1  | 3-1  | 1-3  | –––– | 2-3  | 5-3  | 2-3  | 2-1  | 1-0  | 4-1  | 2-2  | 3-2  | 0-1  | 3-0  | 3-1  | 0-1  | 5-1  |
| Ferentino           | 2-3  | 4-3  | 3-2  | 3-3  | 2-2  | –––– | 0-1  | 1-1  | 1-0  | 2-0  | 0-1  | 0-0  | 2-0  | 2-5  | 1-0  | 5-2  | 4-1  | 0-0  |
| Fonte Meravigliosa  | 0-1  | 1-1  | 0-2  | 0-2  | 1-1  | 0-2  | –––– | 1-2  | 0-0  | 3-3  | 4-3  | 3-2  | 0-1  | 0-8  | 2-4  | 2-1  | 0-3  | 1-4  |
| Gaeta               | 2-1  | 3-0  | 4-0  | 2-0  | 0-1  | 1-0  | 2-1  | –––– | 1-0  | 1-0  | 2-0  | 0-1  | 4-2  | 0-2  | 2-2  | 3-3  | 2-3  | 4-0  |
| Insieme Formia      | 1-4  | 2-2  | 0-1  | 1-4  | 3-1  | 1-1  | 3-2  | 0-1  | –––– | 2-0  | 0-2  | 4-1  | 1-1  | 1-4  | 3-4  | 0-1  | 5-1  | 1-1  |
| Itri                | 0-0  | 0-0  | 3-1  | 0-2  | 2-2  | 1-0  | 2-0  | 0-0  | 0-1  | –––– | 2-1  | 2-2  | 1-0  | 1-0  | 1-1  | 0-2  | 3-2  | 0-4  |
| LUISS               | 2-1  | 4-0  | 3-0  | 0-2  | 1-3  | 1-2  | 4-0  | 3-1  | 1-1  | 1-0  | –––– | 1-3  | 2-2  | 2-0  | 2-3  | 2-0  | 4-2  | 1-0  |
| Monte San Biagio    | 1-1  | 2-2  | 0-2  | 3-1  | 1-2  | 1-1  | 4-1  | 0-0  | 0-1  | 2-0  | 1-3  | –––– | 1-1  | 0-3  | 1-0  | 0-2  | 2-1  | 3-1  |
| P.C. Tor Sapienza   | 1-2  | 2-2  | 1-0  | 2-0  | 1-2  | 0-0  | 2-2  | 2-0  | 2-1  | 0-0  | 1-0  | 1-1  | –––– | 1-4  | 0-1  | 1-0  | 1-0  | 0-3  |
| Sora                | 3-1  | 1-0  | 2-1  | 3-0  | 0-1  | 3-0  | 5-1  | 4-0  | 6-1  | 3-0  | 5-1  | 3-2  | 2-1  | –––– | 4-0  | 1-2  | 2-1  | 1-0  |
| Terracina           | 1-1  | 0-1  | 1-1  | 1-0  | 2-2  | 1-1  | 3-1  | 1-0  | 1-2  | 1-0  | 0-1  | 0-1  | 1-1  | 1-3  | –––– | 2-1  | 2-1  | 1-1  |
| Vicovaro            | 1-1  | 1-1  | 2-1  | 1-2  | 1-2  | 1-0  | 3-3  | 0-3  | 2-1  | 4-1  | 2-1  | 1-2  | 0-1  | 1-6  | 2-3  | –––– | 1-1  | 0-0  |
| Vigor Perconti      | 2-2  | 3-1  | 0-0  | 1-2  | 0-0  | 1-1  | 0-1  | 3-3  | 3-1  | 0-0  | 2-1  | 3-0  | 0-0  | 0-3  | 0-2  | 0-3  | –––– | 1-1  |
| Villalba Ocres Moca | 0-1  | 1-1  | 2-1  | 1-1  | 3-2  | 0-2  | 2-0  | 1-0  | 3-2  | 1-0  | 5-2  | 2-1  | 1-0  | 1-2  | 1-0  | 5-0  | 3-3  | –––– |

### Spareggi

#### Play-out
Il play-out tra la 13ª e la 16ª non si disputerà in quanto il divario tra le due squadre è superiore agli 8 punti.
|        | Risultati |      | Luogo e data              |
| ------ | --------- | ---- | ------------------------- |
| Audace | 2-2 (dts) | Itri | Genazzano, 14 maggio 2023 |
|        |           |      |                           |

## Coppa Italia Dilettanti - Fase regionale
In finale si incontrano la LUISS e l'Insieme Formia che, sul neutro di Artena, si contendono il 31º trofeo regionale. La squadra pontina si impone per 3-1, aggiundicandosi per la prima volta il titolo.
|       | Risultati |                | Luogo e data             |
| ----- | --------- | -------------- | ------------------------ |
| LUISS | 1 - 3     | Insieme Formia | Artena, 1º Febbraio 2023 |
|       |           |                |                          |